# 第十二届超级碗
第十二届超级碗（Super Bowl XII）是美国国家橄榄球联盟1977赛季的总决赛，由美联冠军丹佛野马队对阵国联冠军达拉斯牛仔队。比赛于1978年1月15日在新奥尔良的路易斯安娜超级巨蛋举行。
最终，达拉斯牛仔队以27-10战胜丹佛野马队，第二次夺得超级碗冠军。防守截锋兰迪·怀特（Randy White）与防守端锋哈维·马丁（Harvey Martin）共同分享最有价值球员称号。